# Xuriella
Xuriella Wesolowska & Russell-Smith, 2000 è un genere di ragni appartenente alla famiglia Salticidae.

## Caratteristiche
Un esemplare femminile di Heliophanus pygmaeus Wesolowska & Russell-Smith, 2000 era stato erroneamente descritto come maschio di X. prima. Entrambe le specie di questo genere hanno l'aspetto esteriore simile a quello di un coleottero, fenomeno questo non raro fra i ragni (compresi i salticidi) che più volte l'hanno sviluppato indipendentemente come mimetismo di difesa.

## Distribuzione
Le due specie oggi note di questo genere sono state rinvenute: in Africa meridionale (Tanzania e Zimbabwe) la X. prima e nello Yemen la X. marmorea.

## Tassonomia
A giugno 2011, si compone di due specie:
- Xuriella marmorea Wesolowska & van Harten, 2007 — Yemen
- Xuriella prima Wesolowska & Russell-Smith, 2000[3] — Tanzania, Zimbabwe